# Polypogon kontzeii
Polypogon kontzeii là một loài bướm đêm trong họ Noctuidae.